# Peter Beinart

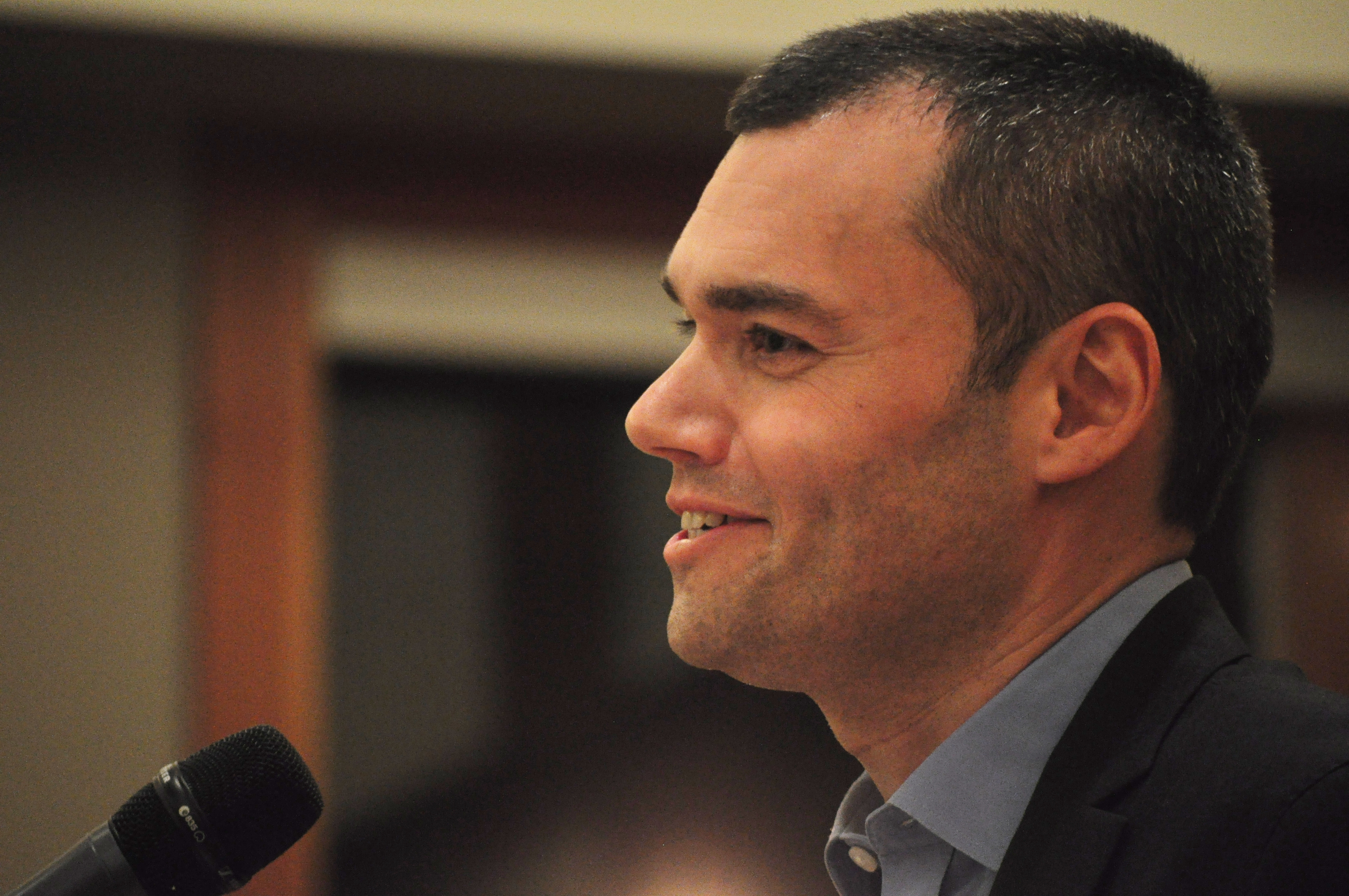
Peter Beinart (2014)

Peter Beinart (* 1971 in Cambridge, Massachusetts) ist ein US-amerikanischer Politikwissenschaftler und Journalist. Er ist Associate Professor für Journalismus und Politikwissenschaften an der City University of New York, Kolumnist bei der New York Times und Redakteur des Magazins Jewish Currents.

## Positionen

### Liberaler Zionismus und Generationenkonflikt amerikanischer Juden
In seinem 2010 in der New York Review of Books erschienenem Essay “The Failure of the American Jewish Establishment”  warf Beinart, der selbst jüdisch ist, jüdisch-amerikanischen Organisationen wie der AIPAC und Anti-Defamation League vor, den Kontakt zur jungen Generation amerikanischer Juden verloren zu haben. Ihre entschiedene pro-israelische Haltung entfremdete eine neue Generation von Juden, die die Besatzung kritischer sehen. Um jede Zuneigung zu Israel unter jüngeren Juden zu bewahren, argumentierte Beinart, müssten man den sogenannten „liberalen Zionismus“ unterstützen. Liberaler Zionismus befürwortet die Existenz Israels, glaubt jedoch, dass die fortgesetzte Besetzung palästinensischen Landes den Idealen und sogar der langfristigen Überlebensfähigkeit des zionistischen Projekts fundamental schadet. Um den amerikanischen Zionismus zu retten, müsse die amerikanisch-jüdische Führung anfangen, Israel stärker zu kritisieren. 2016 wiederholte Beinart seine Kritik vor dem Hintergrund der Entlassung von Simone Zimmerman und erklärte, dass das jüdische Establishment einer jungen Generation von amerikanischen Juden seine „intellektuelle Engstirnigkeit und moralische Blindheit“ aufzwinge.

### Weitere Positionen
Peter Beinart vertritt die Position, Israel müsse sich aus den besetzten Gebieten zurückziehen. Im Oktober 2016 veröffentlichte er gemeinsam mit Todd Gitlin, Michael Walzer, Edward Witten, Adam Hochschild u. a. einen offenen Brief in der New York Review of Books, der zu einem gezielten Boykott von israelischen Siedlungen in den besetzten Gebieten auffordert. Am 8. Juli 2020 erschien in der New York Times sein Artikel I No Longer Believe in a Jewish State (dt. Ich glaube nicht mehr an einen jüdischen Staat).
In einem Artikel für Jewish Currents im Januar 2021 ging Beinart über diese Position hinaus und titelte: There Is No Right to a State (dt. Es gibt kein Recht auf einen Staat). Beinart hat sich für die Ein-Staat-Lösung ausgesprochen. Er fordert, dass Israel ein Staat seiner Bürger sein müsse, der allen Bürgern gleiche Rechte garantiert und verlangt nach der Interpretation von Ghada Karmi von den Palästinensern, dass sie ihre erfolglosen früheren Strategien zugunsten einer Überprüfung der sich tatsächlich bietenden Optionen zurückstellen. Er erkenne zugleich an, so Karmi, dass die aktuelle Situation für die Palästinenser ungerecht und unterdrückend ist und die „jüdische Selbstbestimmung“ den Palästinensern ihre Rechte abspricht.
Im Februar 2025 wurde eine ganzseitige Anzeige in der New York Times veröffentlicht: »Trump hat die Ausweisung aller Palästinenser aus dem Gazastreifen gefordert. Jüdische Menschen sagen Nein zur ethnischen Säuberung!« Die öffentliche Erklärung war von mehr als 350 US-amerikanischen Rabbinern unterzeichnet sowie von jüdischen Künstlern, Schriftstellern und Aktivisten, darunter Peter Beinart, Rebecca Alpert, Judith Butler, Ilana Glazer, Naomi Klein, Tony Kushner und Joaquin Phoenix.

## Werke
- The Good Fight: Why Liberals — and Only Liberals — Can Win the War on Terror and Make America Great Again. New York, NY: HarperCollins. 2006, ISBN 978-0060841614.
- The Icarus Syndrome: A History of American Hubris. New York, NY: HarperCollins. 2010. ISBN 978-0061456466.
- The Crisis of Zionism. New York, NY: Times Books. 2012. ISBN 978-0805094121.
- Being Jewish After the Destruction of Gaza: A Reckoning. New York, NY: Random House. 2025. ISBN 978-0593803899.